# Dơi nâu lớn
Eptesicus fuscus hay Dơi nâu lớn là một loài động vật có vú trong họ Dơi muỗi, bộ Dơi. Loài này được Beauvois mô tả năm 1796.

## Hình ảnh

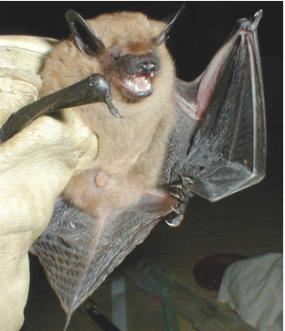
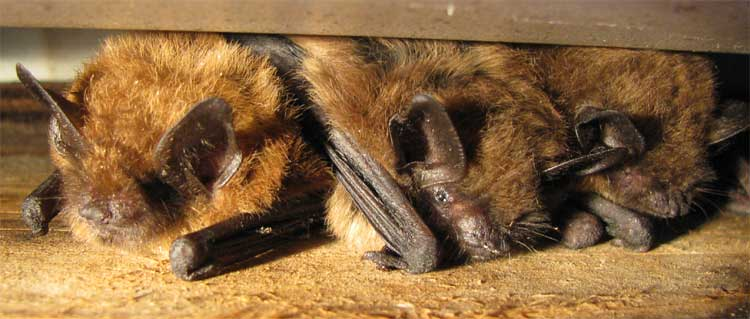
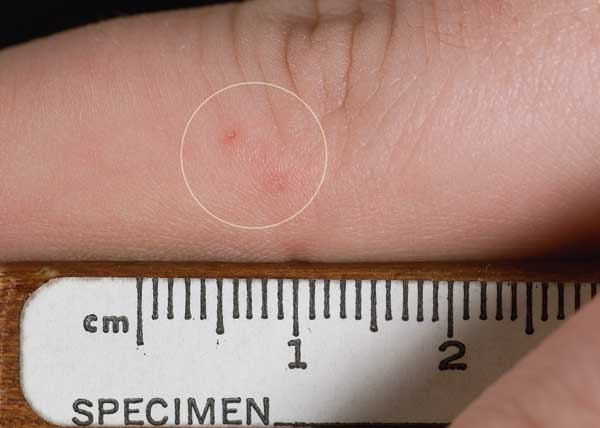
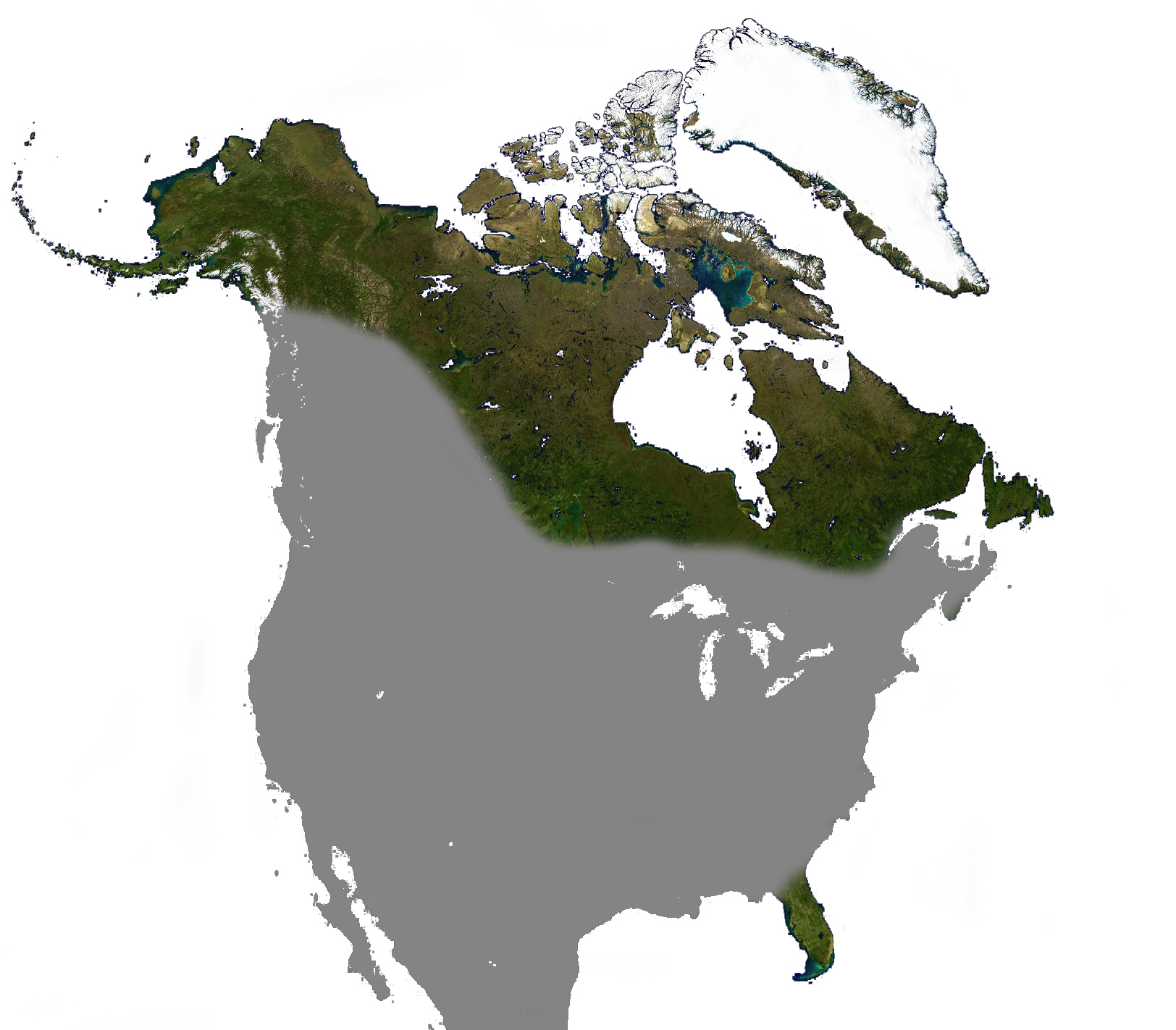
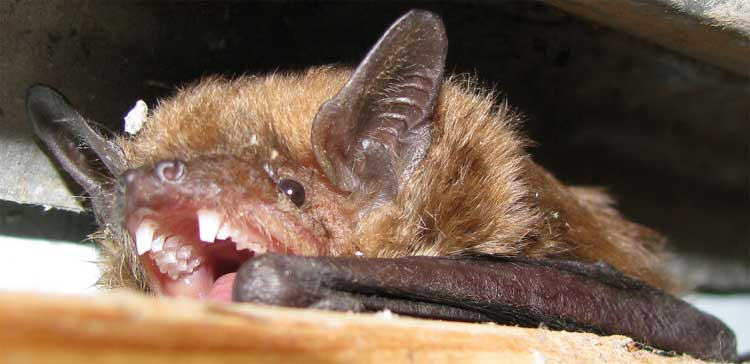